# Asaphobelis physonychus
Asaphobelis physonychus là một loài nhện trong họ Salticidae.
Loài này thuộc chi Asaphobelis. Asaphobelis physonychus được Eugène Simon miêu tả năm 1902.